# Саддам Хусейн
Садда́м Хусе́йн Абд аль-Маджи́д аль-Тікри́ті (араб. صدام حسين عبد المجيد التكريتي Ṣaddām Ḥusayn ʿAbd al-Majīd al-Tikrītī; * 28 квітня 1937 — пом. 30 грудня 2006, Багдад) — іракський політик, диктатор, 5-й президент Іраку (1979–2003). Голова Партії арабського соціалістичного відродження, пізніше голова Арабської Соціалістичної Бааської партії.

## Життєпис

### Дитинство
Саддам Хусейн народився в селі Аль-Авджа неподалік від іракського міста Тікрит (за офіційною версією в самому Тікриті). За офіційною версією, родина Хусейна вела свій родовід до імама Алі — зятя пророка Магомета. Його батько, Хусейн Абд Аль-Маджид, помер, коли сину було лише 9 місяців. Дядько Саддама Аль-Гадж Ібрагім одружився з вдовою та взяв сироту до власної родини. Тож Саддам ріс у багатодітній сім'ї дядька. Родина Саддама та він сам були сунітами, в той час як більшість іракців — шиїти.
До школи пішов у 9 років. По закінченні школи в 1955 році спробував вступити до елітарної військової академії в Багдаді, але провалився на першому ж екзамені, що стало сильним ударом для честолюбного юнака. За допомогою дядька він переїхав до Багдада, де вступив до коледжу «Аль-Гарк».

### Молоді роки
У 1957 (за іншими даними у 1956) році Саддам, на той час студент коледжу «Аль-Харк» вступив до партії Баас. Слід зазначити, що на той час партія діяла підпільно. Того ж року Хусейн брав участь у невдалій спробі повстання проти короля Фейсала.
У 1959 році серед 10 активістів брав участь у замаху на диктатора Абдель Керіма Касема (захопив владу в 1958 р.). Хоч нападникам вдалося вбити водія та ад'ютанта, але сам Касем врятувався, сховавшись на дні автомобіля. Більшість нападників загинули під час нападу, а Саддама було поранено в ногу. Він був заочно засуджений до смертної кари, але втік до Сирії. Президент Єгипту Ґамаль Абдель Насер допоміг молодому революціонеру перебратися до Каїра.
У 1962–1963 рр. навчався на юридичному факультеті Каїрського університету.
У 1963 році, після падіння режиму Касема внаслідок лютневого перевороту, здійсненого партією Баас, повернувся до Іраку. Його перша посада — слідчий у таборі для прибічників Касема, де він своєю діяльністю привернув увагу людей з верхівки партії. Однак невдовзі, в листопаді 1963, Баас втратила владу. Нова влада вирішила взяти під контроль небезпечних людей. Саддам був арештований. За офіційною версією, арешт супроводжувався довгою перестрілкою. Два роки Хусейн просидів у в'язниці, звідки втік і пішов у підпілля. Брав участь у наступному перевороті, здійсненому Баас 17 липня 1968 року. Вважається, що особистий досвід того, як учорашній в'язень досягає влади, посприяв тому, що в роки свого правління Саддам своїх ворогів знищував, не залишаючи їм жодних шансів на реванш.

### При владі
У 1968 році став членом Ради революційного командування.
Впродовж 11 років (1968—1979) Саддам Хусейн офіційно вважався «другою людиною» та правою рукою тодішнього президента (і родича) Ахмеда Хасана аль-Бакра. Однак насправді вже тоді реальним правителем Іраку був радше Саддам, а не старий президент аль-Бакр.
У 1969 році Хусейн закінчив багдадський університет Мунтасірія, отримав диплом юриста та обійняв посаду заступника голови Ради революційного командування та заступника генерального секретаря керівництва Баас. Пам'ятаючи про свій невдалий вступ до університету в юності, цього разу Саддам добре підготувався до екзамену — прийшов із табельною зброєю та чотирма особистими охоронцями.
У 1971–1973 та в 1976–1978 роках навчався у військовій академії в Багдаді. В ці роки з іракського Курдистану депортували не менше 300—350 тисяч людей. Було спалено 250 курдських сіл. Вздовж кордону з Іраном створили так званий «арабський пояс» завширшки 25 км, куди переселяли іракців арабського походження. Керував цими операціями Саддам.
У 1979 році президент аль-Бакр іде у відставку за станом здоров'я. З 16 липня того року Саддам — президент та головнокомандувач Збройних сил Іракської Республіки, голова Ради революційного командування та генеральний секретар регіонального керівництва Баас. Першими ж діями нового президента стали масштабні репресії проти керівних партійців Баасу, майже всіх міністрів та друзів, за допомогою яких він прийшов до влади.
22 вересня 1980 року віддав наказ про вторгнення на нафтові поля Ірану (остан Хузестан), що стало однією з причин довгої та кривавої Ірано-іракської війни, яка завершилася лише в серпні 1988 року й коштувала країні понад півмільйона життів. Під час війни іракці використовували хімічну зброю — іприт у «Безумній битві» за острівці Меджнун біля містечка Ель-Курна в 1984 році. Через війну дуже зріс зовнішній борг Іраку, який сягнув за різними оцінками 60–80 мільярдів доларів США.
У серпні 1990 року Саддам Хусейн здійснив спробу анексувати Кувейт та оголосити його 19 провінцією Іраку, однак світова спільнота вкрай негативно сприйняла таке відверте загарбання. ООН засудила агресію, США та багато інших країн надіслали війська, а сусіди Іраку, багаті нафтові арабські країни регіону Перської затоки, профінансували війну, тож у лютому 1991 року багатонаціональні сили вибили іракців з емірату.
У березні 2003 року США розпочали війну проти Іраку, що мала на меті повалення режиму Саддама. В міру просування американців до Багдада він почав переховуватися, і довгий час його не могли знайти, оскільки він постійно пересувався по країні. 14 грудня в Тікриті колишнього диктатора затримали та заарештували.

### Суд і страта

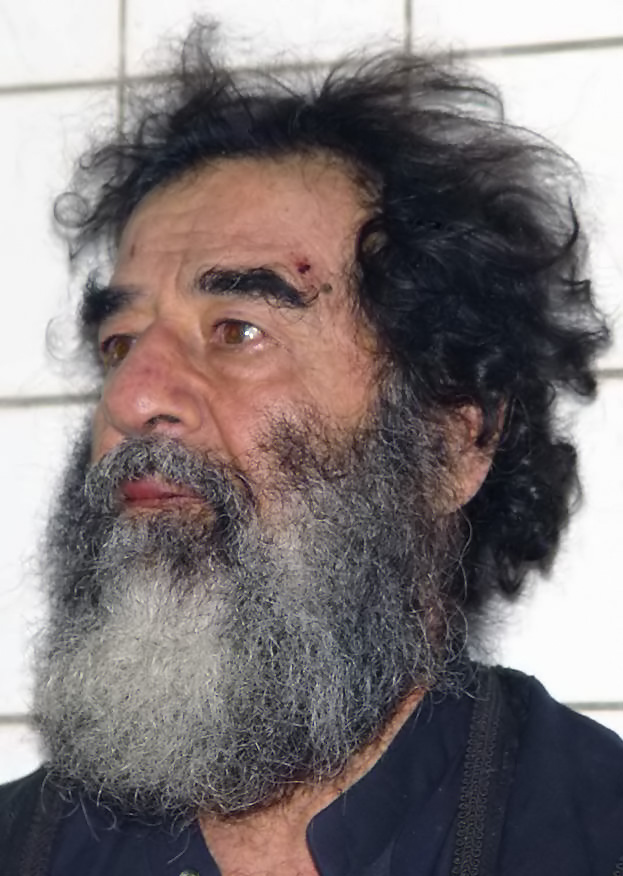
Саддам Хусейн невдовзі після арешту

30 червня 2004 року Саддама Хусейна та 11 інших членів баасистського режиму, серед яких були й колишні прем'єр-міністр Тарік Азіз та міністр оборони Султан Хашимі, передали іракській владі.
1 липня відбулося перше засідання суду у справі колишнього диктатора. Йому були висунуті звинувачення в злочинах проти людства та воєнних злочинах. Серед звинувачень: знищення близько 5 тисяч курдів з племені барзані в 1983 році; використання хімічної зброї проти мешканців Халабджі в 1988 році, внаслідок чого загинуло також близько 5 тисяч людей; військова операція «Аль-Анфаль» того ж 1988 року, коли було знищено близько 80 курдських сіл; розв'язання ірано-іракської війни (1980—1988) та агресія проти Кувейту в 1990 році.
Суд проходив у Багдаді на території військової американської бази «Кемп Вікторі», розташованої в закритій зоні міжнародного аеропорту.
5 листопада 2006 року Вищий кримінальний трибунал Іраку засудив Саддама Хусейна до смерті через повішення за звинуваченням в розправі над 148 шиїтами в Ед-Дуджейлі 1982 року. Також через кілька днів був розпочатий ще один процес над диктатором — у справі про геноцид курдів наприкінці 1980-х років. Адвокати подали апеляцію, але суд її відхилив.
26 грудня 2006 року апеляційний суд Іраку залишив вирок у силі та наказав виконати його протягом 30 діб, а 29 грудня опублікував офіційну постанову про страту.
У суботу 30 грудня, на світанку, за декілька хвилин до шостої години, в день Курбан-байраму, іракці без участі солдатів США стратили Саддама Хусейна через повішення. Вся процедура була знята на відео за допомогою мобільного телефону. Страта відбулася на іракській військовій базі в Кадімії.
За словами очевидців, Саддам Хусейн виглядав спокійним, хоч і пригніченим, не тремтів та не опирався, не кричав і не просив помилування.
Страту колишнього президента Іраку Саддама Хусейна ледве не зупинили через образи, котрі один зі свідків почав викрикати на його адресу. За словами Мункіта Фаруна, офіційного представника звинувачення на процесі Саддама, незадовго перед стратою він заявив, що може залишити приміщення. 
| Ліві лапки | Я пригрозив піти. Вони знали, що без мене страта не може відбутися. | Праві лапки |

На шию Саддаму одягли чорну хустку, а тоді мотузку. Під час страти він провалився на півметра в люк під ногами й висів так 10 хвилин, після чого лікар підтвердив його загибель. Смерть Саддама була миттєвою — очевидці почули легкий хрускіт та побачили краплі крові на мотузці. Тіло зняли не одразу. На запису чути як хтось вимагав, щоб тіло повисіло, аби всі охочі могли насолодитися видовищем.

## Інше

### Сімейний стан
Саддам Хусейн був одружений чотири рази. Перша дружина, Саджида Тульфах, була його двоюрідною сестрою. Друга дружина, Саміра Шахбандар, раніше була одружена з президентом іракської авіакомпанії «Ірак Ейрвейз», але в 1988 році Саддам побачив її та «запропонував» чоловікові дати дружині розлучення. З останньою дружиною, дочкою міністра оборонної промисловості, він одружився в жовтні 2002 року.
Від першого шлюбу мав трьох дочок та двох синів. Сини Саддама — Кусай та Удай загинули у 2004 році в Мосулі під час спецоперації військ антиіракської коаліції.

### Літературна творчість
Саддам Хусейн є автором кількох робіт з військової стратегії, романтичної повісті «Забіба та король» (2001), книжки «Неприступна фортеця» (2001), новели «Люди та місто» (2002).

## Цікаві факти
- Саддам Хусейн найбільш відомий як диктатор Іраку.
- Деякі експерти вважають його режим нацистським, оскільки його родич видав книгу «Кого Бог не повинен був створити…» (зміст схожий на «Мою боротьбу» Гітлера), а також використовував поєднання радикального етнічного націоналізму та державного капіталізму[12][13].